# Ménéac
 Ménéac  (en bretón Menieg) es una población y comuna francesa, situada en la región de Bretaña, departamento de Morbihan, en el distrito de Vannes y cantón de La Trinité-Porhoët.

## Demografía
| 2615 | 2514 | 2185 | 2046 | 1837 | 1690 | 1589 |
| Para los censos de 1962 a 1999 la población legal corresponde a la población sin duplicidades (Fuente: INSEE [Consultar]) |      |      |      |      |      |      |

## Descripción
Es una pequeña comuna conocida por sus pintorescos paisajes y su arquitectura tradicional bretona, ofrece una visión de la vida rural francesa. La zona se caracteriza por sus ondulantes colinas, tierras agrícolas y sitios históricos, incluyendo iglesias y antiguos edificios de piedra. 